# Kari Jylhä
Kari Juhani Jylhä, född 13 september 1939 i Tammerfors, död 26 maj 2013 i Helsingfors, var en finländsk konstnär.
Kari Jylhä studerade vid Finlands konstakademis skola 1960–1965 och ställde ut första gången 1966. Han tillhörde 1960-talets nyrealister och tidiga popkonstnärer i Finland. Hans motiv baserade sig ofta på uppförstorade fotografier och tevebilder och saknade inte satiriska och komiska inslag.
Kari Jylhä var mycket engagerad i konstpolitiken och bevakade bildkonstnärernas intressen bland annat som ordförande för Konstnärsgillet i Helsingfors 1969–1971 och för Konstnärsgillet i Finland 1972–1974 och 1992–2003. Han verkade även som lärare vid Finlands konstakademis skola 1974–1977. Han erhöll Pro Finlandia-medaljen 1997.